# Trachite
La trachite è una roccia magmatica effusiva di composizione intermedia e chimismo alcalino, equivalente effusivo delle sieniti. Ha tessitura porfirica, ipocristallina o olocristallina, spesso vacuolare o finemente porosa e perciò a superficie ruvida. È di colore chiaro, biancastro o grigio-giallastro e composta principalmente da sanidino o anortoclasio, plagioclasio e biotite con ± clinopirosseni e/o anfiboli e/o olivina.

## Etimologia
Il nome viene dal greco τραχύς (trachýs) = ruvido, per l'aspetto scabro e poroso della superficie della roccia.

## Caratteri mineralogici

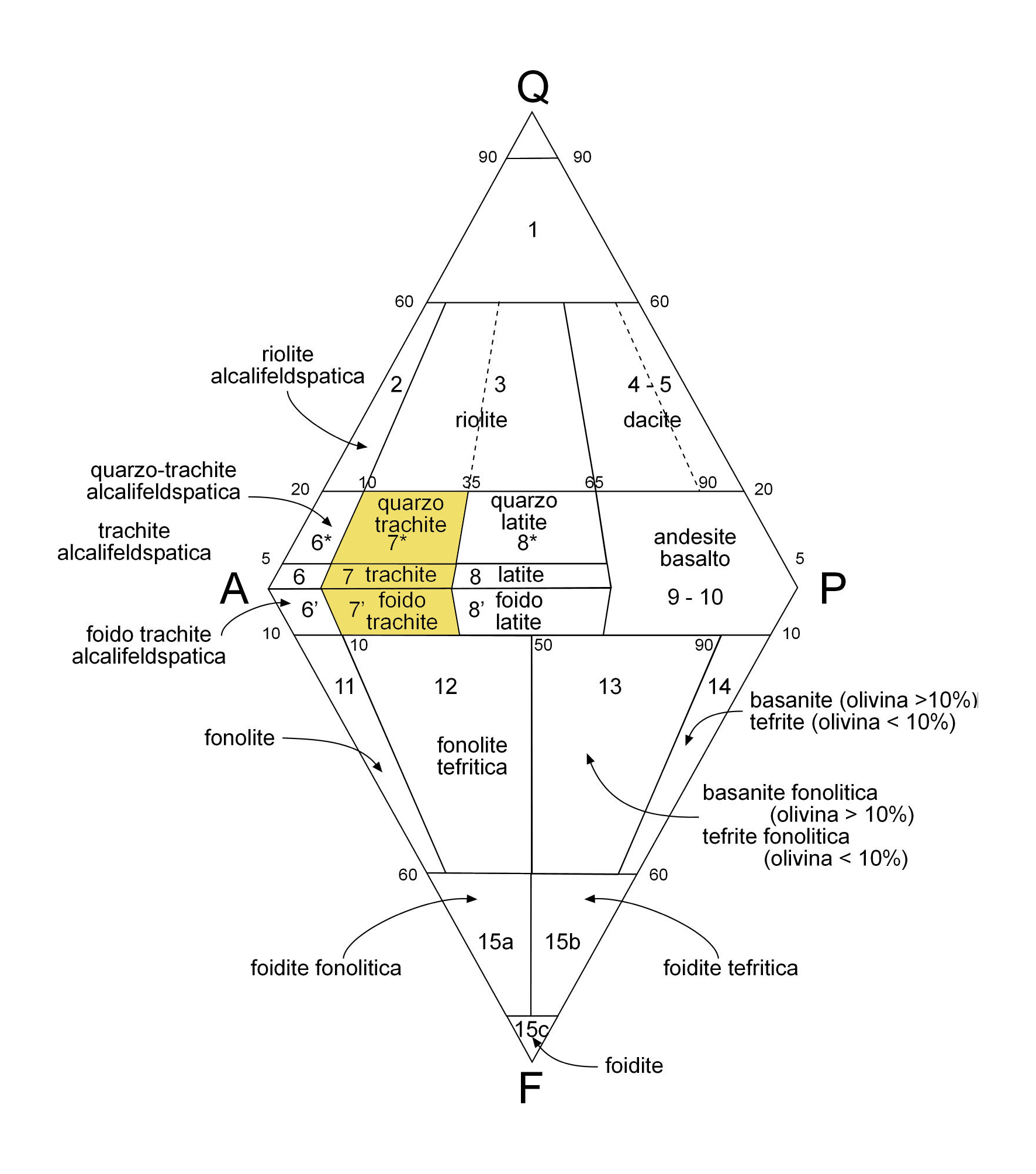
Posizione delle trachiti nel Diagramma QAPF

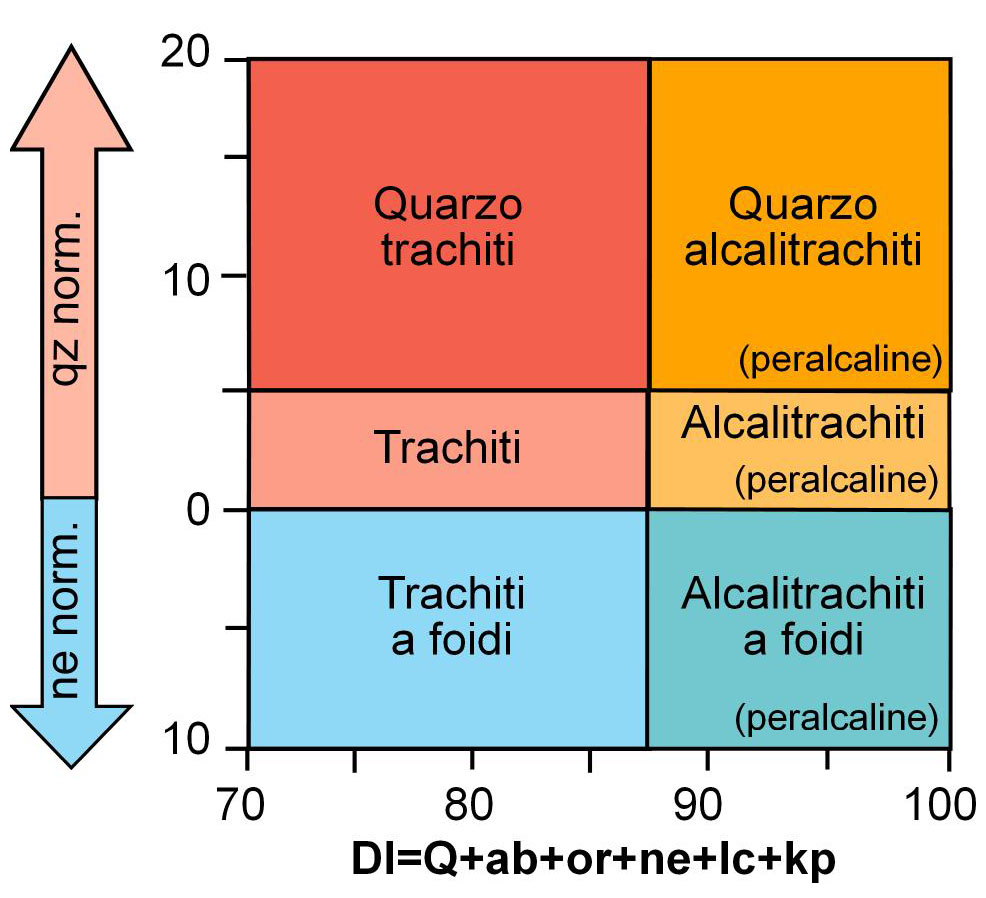
Nomenclatura delle trachiti in base al rapporto tra % normativa di quarzo o nefelina e Indice di Differenziazione (I.D.). L'I.D. è dato dalla somma delle percentuali normative di quarzo (Q), albite (ab), ortoclasio (or), nefelina (ne), leucite (lc) e metasilicato di potassio (kp).

Nelle trachiti il minerale nettamente prevalente è il feldspato alcalino, presente sia come fenocristalli che come microliti nella pasta di fondo. Si tratta generalmente di sanidino nelle varietà potassiche e di anortoclasio o più raramente albite nelle varietà sodiche. I loro fenocristalli, tabulari e allungati, di solito sono fittamente addossati e isorientati dal flusso della lava, conferendo alla roccia una particolare tessitura detta trachitica.
Il plagioclasio (oligoclasio o andesina) è sempre presente in quantità comprese tra il 10 e il 35% sul volume totale dei feldspati ma di solito non forma fenocristalli. Il quarzo, se presente nella pasta di fondo, non supera il 5% del volume totale della roccia, che pertanto si può definire satura in silice. I minerali femici sono decisamente subordinati. Il vetro è scarso e interstiziale o assente. Accessori frequenti sono l'apatite e la magnetite.
Se il quarzo è in quantità maggiore, fino al 20% del volume totale della roccia, si passa alle quarzo-trachiti. Le trachiti a foidi contengono fino al 10% in volume di feldspatoidi e/o olivina.
Quando il contenuto in vetro è consistente e non consente la classificazione su base modale con il diagramma QAPF di Streckeisen, si usa lo schema classificativo a sinistra, basato sui costituenti normativi, che discrimina meglio le caratteristiche delle trachiti rispetto al diagramma TAS (vedi più in basso). L'aggettivo peralcaline si usa in caso di presenza di uno o più costituenti normativi peralcalini: Ac (acmite), Ns (metasilicato di sodio) e Ks (metasilicato di potassio).

## Origine
La trachite è associata ad ambiente non orogenico come isole vulcaniche non sull'asse delle dorsali e zone di sollevamento continentale e deriva da basalti alcalini per cristallizzazione frazionata.

## Composizione chimica e norma

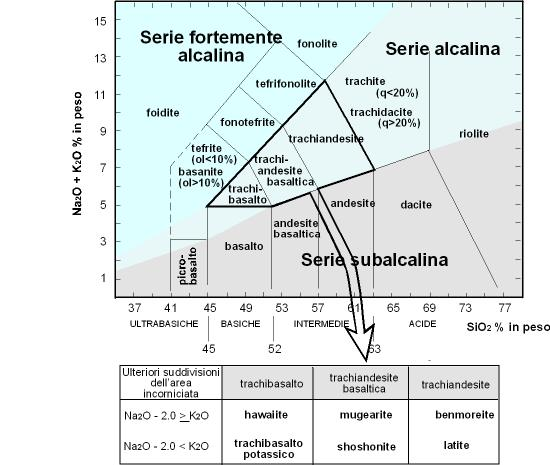
Classificazione chimica della trachite secondo il diagramma TAS

|       | % in peso |
| ----- | --------- |
| SiO2  | 62,31     |
| TiO2  | 0,71      |
| Al2O3 | 17,276    |
| Fe2O3 | 3,04      |
| FeO   | 2,33      |
| MnO   | 0,15      |
| MgO   | 0,94      |
| CaO   | 2,38      |
| Na2O  | 5,57      |
| K2O   | 5,07      |
| P2O5  | 0,21      |

|            | % in peso |
| ---------- | --------- |
| Quarzo     | 5,00      |
| Ortoclasio | 29,41     |
| Albite     | 46,26     |
| Anortite   | 7,05      |
| Nefelina   | 16,50     |
| Diopside   | 2,14      |
| Iperstene  | 2,06      |
| Magnetite  | 4,33      |
| Ilmenite   | 1,34      |
| Apatite    | 0,49      |

## Distribuzione
In Italia:
- Monte Amiata (Abbadia san Salvatore)
- Colli Euganei (Oligocene inf.): Monte Lonzina, Colle della Rocca , Monte Rusta[2]
- Provincia magmatica del Lazio (Quaternario): stratovulcano di Vico[3], Monte Cimino
- Provincia magmatica campana (Quaternario): Monte Somma-Vesuvio, piroclastiti nei Campi Flegrei, a Ischia e Procida[3]
- Isole Ponziane (Quaternario): colate, duomi e piroclastiti di trachiti potassiche[3]
- Isola di Vulcano (Quaternario): Vulcanello (trachiti potassiche in colate e piroclastiti)[3]
- Etna (Quaternario)[3]
- Ustica (Quaternario): lave[3]
- Pantelleria (Quaternario): duomi e ignimbriti[3]
- Sardegna (Pliocene): Capo Ferrato (colate, filoni e duomi), Montiferru[3]

Nel mondo:
- Alvernia, Renania e Scozia, Ungheria, Tahiti, isole di Ascensione e Sant'Elena.

## Utilizzo

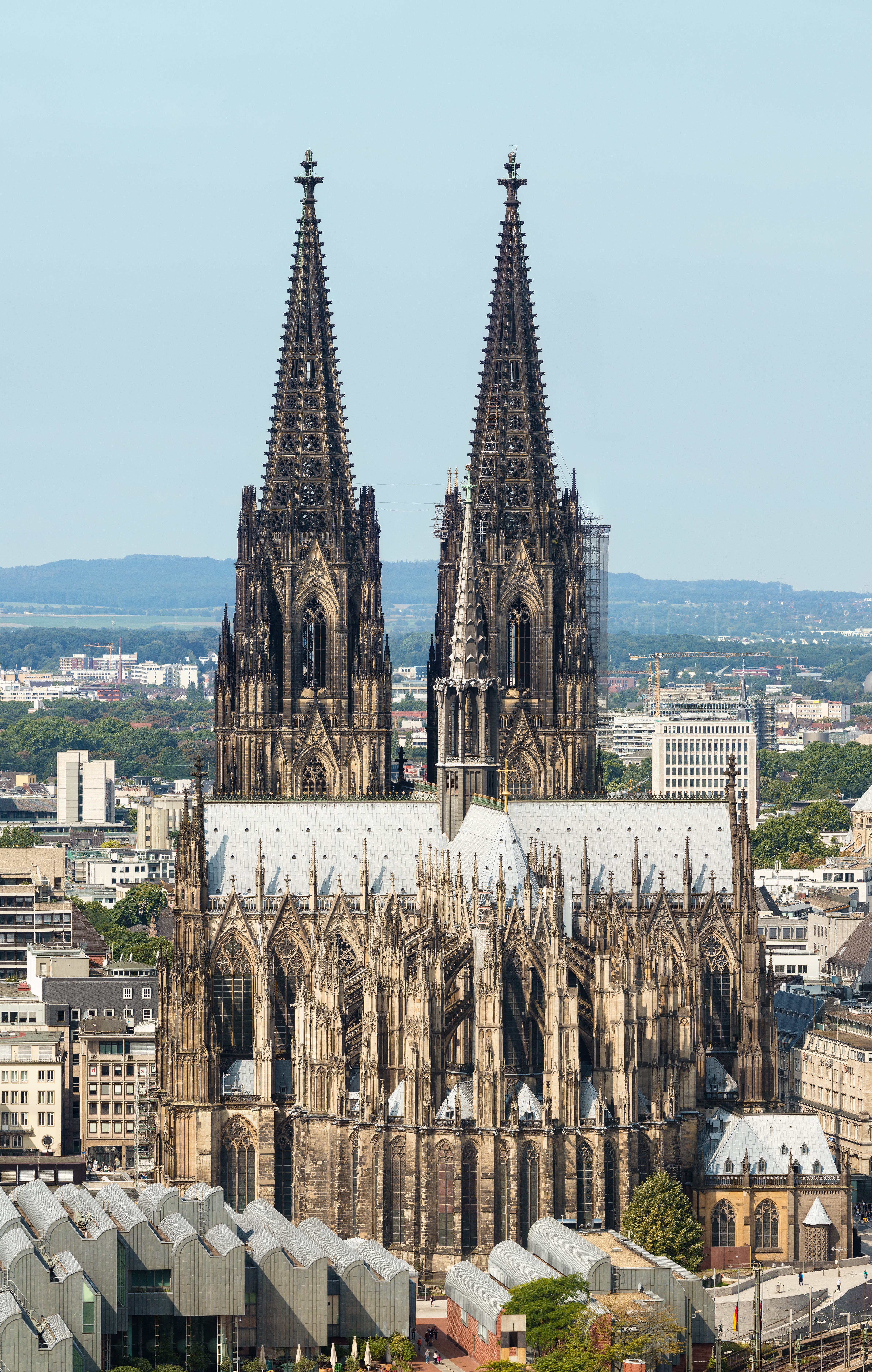
Il Duomo di Colonia, realizzato in trachite del Drachenfels, nei Siebengebirge.

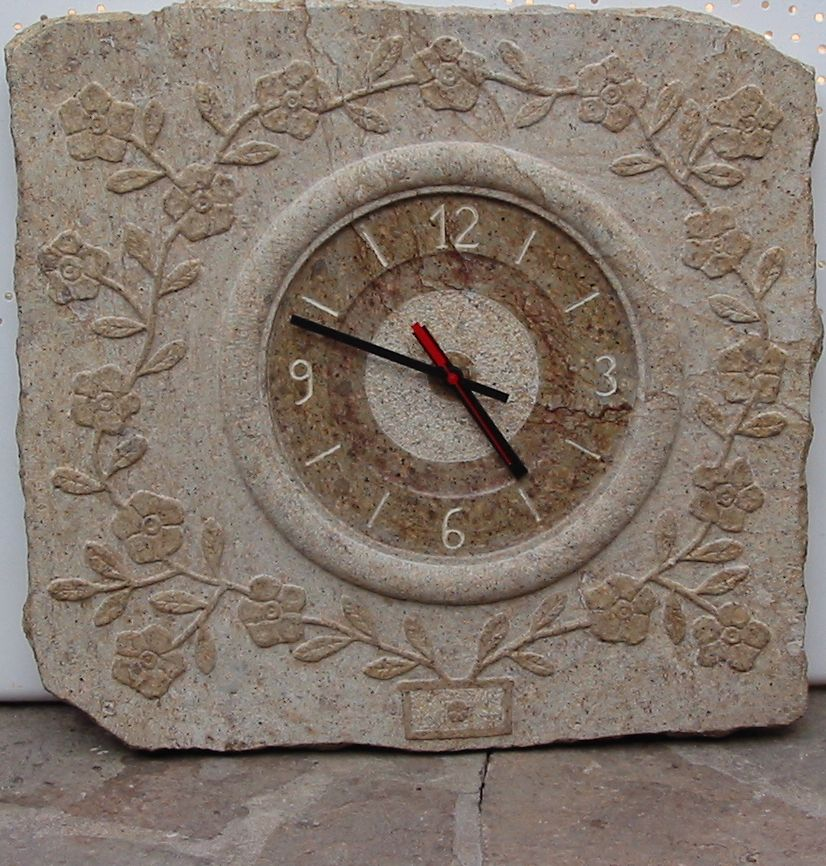
Bassorilievo su quadrante d'orologio in trachite

Questa roccia è commercializzata come materiale (lavorabile) per prodotti dell'edilizia e dell'arredo urbano. Essa è presente in molti luoghi in Italia: da citare la Sardegna e, soprattutto, la zona dei Colli Euganei (principalmente Vo', Galzignano Terme e Rovolon) in provincia di Padova. Il termine trachite, nel settore della lavorazione, è tuttavia usato impropriamente per indicare genericamente pietre estratte da rocce effusive con struttura porfirica o microcristallina, come le ignimbriti e le andesiti.
La trachite fu usata in passato, e lo è tutt'oggi, prevalentemente per lastricati stradali, marciapiedi e bordature degli stessi. In tempi più recenti, grazie alle sue caratteristiche cromatiche ed alla possibilità di essere tagliata in lastre sottili e lucidata, si è resa adatta anche a scopi di rivestimento e di abbellimento di edifici, sia per esterni che per interni (scale e pavimenti).
L'opera di spicco che vide l'utilizzo della trachite è senza dubbio il grandioso Duomo di Colonia, una delle chiese più grandi della Cristianità.